# Готье, Леон
Эмиль Теодор Леон Готье (фр. Émile Théodore Léon Gautier; 1832—1897) — французский литературовед; историк французской литературы. Член Академии надписей и изящной словесности.

## Биография
Эмиль Теодор Леон Готье родился 8 августа 1832 года в городе Гавре. Получил образование в Национальной школе хартий.
С 1871 года состоял профессором в альма-матер. Наибольшее внимание уделял исследованию средневековой французской литературы, в изучение которой, согласно «ЭСБЕ», вносил «чисто романтический энтузиазм».
В 1884 году ему была присуждена Большая премия Гобера.
В 1887 году был избран в члены французской Академии надписей и изящной словесности.
Среди его капитальных трудов следует отметить «Epopées françaises» (1866—1867), где была блестяще изложена теория автора об условиях возникновения народной литературы.
Кроме того, Готье напечатал критическое издание «Chanson de Roland» в 1884 году; написал: «Comment faut il juger le moyen âge» (1858), «Quelques mots sur l'étude de la paléographie et de la diplomatique» (1858), «Définition catholique de l’histoire» (1860), «Portraits littéraires» (1868), «La Chevalerie» (1884) и др. (см. раздел «Библиография»).
Эмиль Теодор Леон Готье умер 25 августа 1897 года в городе Париже.